# Quan hệ tình dục

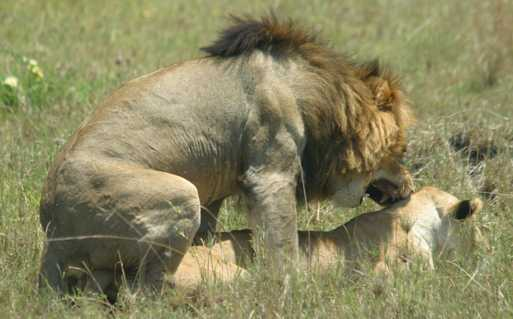
Hai con sư tử đang giao cấu ở Maasai Mara, Kenya

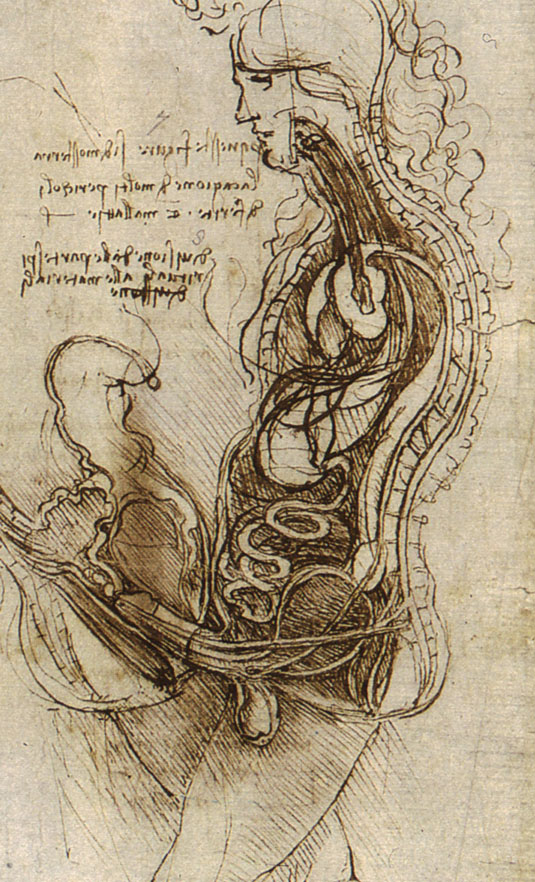
"Sự giao hợp giữa nam và nữ" (tranh Leonardo da Vinci vẽ khoảng 1492), mô tả những gì xảy ra bên trong cơ thể trong thời gian giao hợp.

Quan hệ tình dục, còn gọi là quan hệ tình dục đường âm đạo, làm tình, giao hợp hoặc giao cấu, phòng the, ân ái, giao hoan, mây mưa, làm chuyện ấy, là hành vi đưa bộ phận sinh dục nam/đực vào bên trong bộ phận sinh dục nữ/cái nhằm mục đích tạo khoái cảm tình dục, sinh sản, hoặc cả hai.
Cũng như các hoạt động khác của con người, việc quan hệ tình dục phải tuân theo các quy tắc về đạo đức, văn hóa, pháp luật của xã hội. Các hoạt động tình dục trái với thông thường sẽ bị coi là thác loạn/bệnh hoạn tình dục Các kiểu lệch lạc này rất đa dạng, như là bạo dâm, ấu dâm, quan hệ tình dục đồng tính… Nguyên nhân của tình trạng này rất đa dạng, bao gồm chấn thương tâm lý, bệnh tâm thần, ảnh hưởng từ văn hóa - xã hội, sự giáo dục...
Có những quan điểm khác nhau về sự cấu thành các hành vi tình dục của con người, mà có thể tạo ra các quan điểm khác nhau về sức khỏe tình dục. Mặc dù thuật ngữ quan hệ tình dục về bản chất là sự xâm nhập của dương vật vào âm đạo và có khả năng tạo ra con cái, nhưng thuật ngữ này cũng dùng để chỉ hành vi tình dục bằng miệng và tình dục hậu môn, nhất là tình dục qua hậu môn. Thuật ngữ này thường được định nghĩa là hành vi tình dục xâm nhập, trong khi tình dục không xâm nhập (như thủ dâm cho nhau, sử dụng bàn tay xoa vuốt dương vật, đưa dương vật cọ xát vào cặp vú của người phụ nữ, hoặc liếm âm hộ, liếm dương vật) được coi là tình dục bên ngoài, nhưng tình dục không xâm nhập cũng có thể được coi là một hành vi quan hệ tình dục. Thuật ngữ tình dục (thường là một từ viết tắt cho quan hệ tình dục) có thể dùng để gọi bất kỳ hình thức hoạt động tình dục nào. Các biến thể khác của hành vi tình dục này bao gồm: tình dục hậu môn (dương vật xâm nhập hậu môn), tình dục bằng miệng (dương vật xâm nhập vào miệng hoặc miệng xâm nhập cơ quan sinh dục nữ), ngón tay (xâm nhập tình dục bằng ngón tay) và xâm nhập sử dụng một dương vật giả (đặc biệt là dương vật giả với một dây đeo). Các hoạt động này liên quan đến sự gần gũi về thân thể giữa hai hoặc nhiều cá thể và thường được con người sử dụng chỉ vì sự vui thú về thể chất hoặc tinh thần và có thể giúp cho quan hệ giữa họ trở nên thân thiết và bền chặt. Vì con người có thể có nguy cơ nhiễm các bệnh lây truyền qua đường tình dục trong quá trình thực hiện các hoạt động này, nên có khuyến cáo thực hiện các hoạt động tình dục an toàn mặc dù nguy cơ lây truyền giảm đáng kể với tình dục không xâm nhập.
Các cơ quan pháp luật khác nhau đã đặt ra các quy định pháp luật trừng trị các hành vi tình dục nhất định do vi phạm chuẩn mực đạo đức, chẳng hạn như loạn luân, hành vi tình dục với trẻ vị thành niên (ấu dâm), mại dâm, hiếp dâm, kê gian và ngoại tình. Các niềm tin tôn giáo cũng đóng vai trò đáng kể trong các quyết định cá nhân về quan hệ tình dục hoặc các hành vi tình dục khác, như các quan niệm về trinh tiết, với các chính sách về pháp luật và xã hội cũng có ảnh hưởng. Quan điểm của tôn giáo về tình dục khác nhau rất nhiều theo từng tôn giáo và các nhánh khác nhau của cùng một tôn giáo, mặc dù chúng cũng có các điểm tương đồng, chẳng hạn như việc cấm đoán thông gian.
Hoạt động tình dục nhằm mục đích sinh sản giữa các loài vật (không phải con người) được gọi thành giao phối, và tinh trùng có thể được đưa vào cơ quan sinh dục cái theo các cách không qua âm đạo, chẳng hạn như tình dục thông qua lỗ huyệt. Đối với hầu hết động vật lớp Thú, việc tìm bạn tình và hoạt động tình dục diễn ra tại thời điểm của chu kỳ động dục (giai đoạn dễ thụ thai nhất trong chu kỳ sinh dục của giống cái), giúp làm tăng cơ hội thụ tinh trong. Tuy nhiên, vượn bonobo, cá heo và tinh tinh là các loài có quan hệ tình dục không phụ thuộc vào việc giống cái có đang động dục hay không và các hoạt động đồng tính luyến ái. Giống như con người quan hệ tình dục chủ yếu vì khoái cảm, hành vi này ở các loài vật nhắc đến ở trên được cho là cũng vì khoái cảm tình dục, và là một nhân tố đóng góp cho việc thắt chặt quan hệ xã hội trong cộng đồng của chúng.

## Hành vi

### Định nghĩa

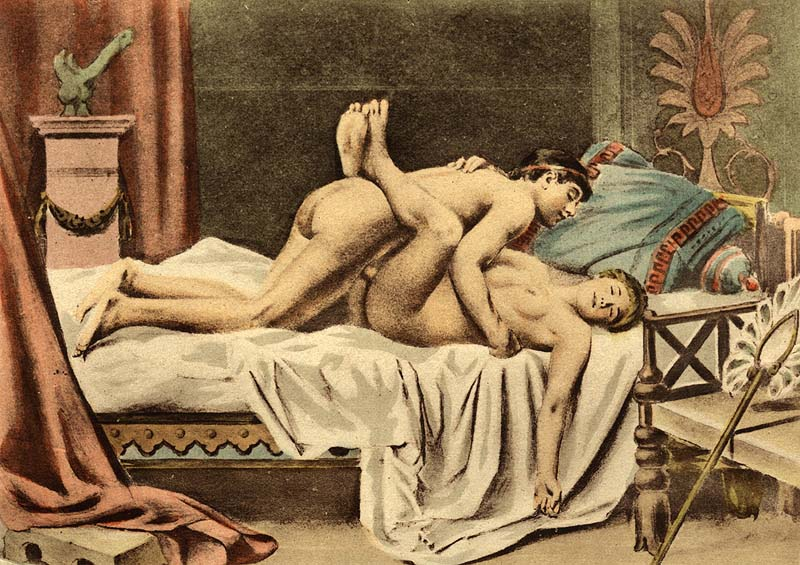
Tư thế quan hệ tình dục thông thường được mô tả bởi Édouard-Henri Avril

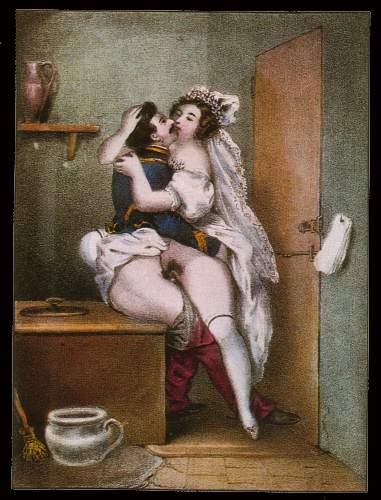
Bức tranh thế kỷ 19 của Achille Devéria vẽ một cặp vợ chồng giao hợp qua đường âm đạo

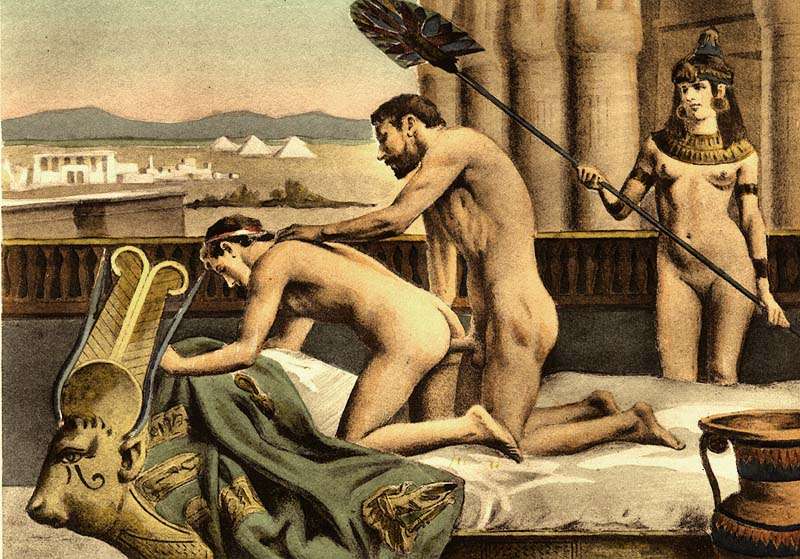
Tranh khiêu dâm thế kỷ 19 của Édouard-Henri Avril vẽ hoàng đế La Mã Hadrian và người tình Antinous đang giao hợp hậu môn

Quan hệ tình dục có thể được gọi là giao hợp âm đạo, quan hệ tình dục qua đường âm đạo, giao hợp, giao phối, giao cấu,... dùng để chỉ sự thâm nhập dương vật-âm đạo. Quan hệ tình dục qua đường âm đạo cũng có thể dùng để chỉ bất kỳ hoạt động tình dục âm đạo nào, đặc biệt là tình dục xâm nhập, bao gồm cả hoạt động tình dục giữa các cặp đồng tính nữ. Giao phối, ngược lại, thường xuyên hơn biểu thị quá trình giao phối, đặc biệt là đối với động vật không phải con người; nó có thể có nghĩa là một loạt các hoạt động tình dục giữa các cặp khác giới hoặc đồng giới, nhưng nói chung có nghĩa là hành vi sinh sản hữu tính của việc chuyển tinh trùng từ con đực sang con cái hoặc sinh sản tình dục giữa nam và nữ.
Mặc dù quan hệ tình dục dùng để chỉ giao hợp dương vật-âm đạo, nhưng thuật ngữ này cũng có thể được hiểu theo nghĩa rộng và có thể bao gồm bất kỳ hoạt động tình dục xâm nhập hoặc không xâm nhập giữa hai hoặc nhiều người. Tổ chức Y tế Thế giới (WHO) tuyên bố rằng các ngôn ngữ và văn hóa không phải tiếng Anh sử dụng các từ khác nhau cho hoạt động tình dục, "với ý nghĩa hơi khác nhau". Nhiều từ thô tục, tiếng lóng và uyển ngữ được sử dụng để quan hệ tình dục hoặc hoạt động tình dục khác, chẳng hạn như fuck, phịch, và cụm từ "ngủ cùng". Luật pháp của một số quốc gia sử dụng uyển ngữ "đụng chạm xác thịt". Xâm nhập của âm đạo với dương vật cương cứng được gọi là có sự xâm nhập vào, hoặc bằng tên Latinh immissio penis (tiếng Latinh nghĩa là "đưa dương vật vào"). Độ tuổi quan hệ tình dục đầu tiên được gọi là sexarche.
Quan hệ tình dục qua đường âm đạo, hậu môn và miệng được công nhận là các hình thức quan hệ tình dục thường xuyên hơn so với các hành vi tình dục khác. Mặc dù các hoạt động tình dục âm đạo không xâm nhập và không đưa dương vật vào có thể được coi là quan hệ tình dục, chúng có thể được coi là một biện pháp duy trì trinh tiết (đôi khi được gọi là "trinh tiết kỹ thuật") hoặc được gắn nhãn "giao hợp ngoài", dù cho có thâm nhập, thường xảy ra đối với quan hệ tình dục bằng miệng hơn là quan hệ tình dục qua đường hậu môn. Mất trinh thường dựa vào giao hợp dương vật-âm đạo, một phần vì các cặp vợ chồng dị tính có thể quan hệ tình dục qua đường hậu môn hoặc miệng không chỉ vì khoái cảm tình dục, mà còn là một cách để duy trì trinh tiết nếu họ không tham gia vào hành vi sinh sản của giao hợp. Một số người đồng tính nam coi việc cọ xát các cơ quan sinh dục hoặc quan hệ tình dục bằng miệng là một cách để duy trì trinh tiết của họ, với sự thâm nhập của dương vật-hậu môn được coi như quan hệ tình dục và mất trinh tiết, trong khi nam giới đồng tính khác có thể xem xét việc cọ xát dương vật hoặc quan hệ tình dục bằng miệng là hình thức hoạt động tình dục chủ yếu. Đồng tính nữ có thể phân loại quan hệ tình dục bằng miệng hoặc dùng ngón tay như là quan hệ tình dục và sau đó là một hành động mất trinh tiết, hoặc cọ xát âm hộ với nhau như một hình thức chủ yếu của hoạt động tình dục.
Các nhà nghiên cứu thường sử dụng quan hệ tình dục để biểu thị giao hợp dương vật- âm đạo trong khi sử dụng các từ cụ thể, chẳng hạn như quan hệ tình dục qua đường hậu môn hoặc quan hệ tình dục bằng miệng, cho các hành vi tình dục khác. Các học giả Richard M. Lerner và Laurence Steinberg nói rằng các nhà nghiên cứu cũng "hiếm khi tiết lộ" cách họ khái niệm hóa tình dục "hoặc thậm chí việc liệu họ có giải quyết được những khác biệt tiềm tàng" trong khái niệm về tình dục hay không. Lerner và nhà nghiên cứu thuộc tính Steinberg tập trung vào quan hệ tình dục âm đạo-dương vật cho thấy "mối bận tâm của nền văn hóa lớn hơn với hình thức hoạt động tình dục này" và đã bày tỏ lo ngại rằng "sự đồng nhất rộng rãi của khái niệm giao hợp âm đạo với tình dục phản ánh sự thất bại trong việc kiểm tra một cách có hệ thống về việc hiểu biết của người trả lời về câu hỏi [về hoạt động tình dục] có phù hợp với những gì nhà nghiên cứu đang suy xét trong đầu không". Trọng tâm này cũng có thể loại bỏ các hình thức hoạt động tình dục khác thành các màn dạo đầu hoặc góp phần khiến chúng không bị coi là "tình dục thực sự" và hạn chế ý nghĩa của hiếp dâm. Cũng có thể là việc kết hợp khái niệm hoạt động tình dục với giao hợp âm đạo và chức năng tình dục đã làm cản trở và hạn chế thông tin về các hành vi tình dục mà những người không dị tính có thể thực hiện, hoặc thông tin về người dị tính có thể tham gia vào các hoạt động tình dục không phải là dương vật-âm đạo.
Các nghiên cứu liên quan đến ý nghĩa của quan hệ tình dục đôi khi mâu thuẫn với nhau. Trong khi hầu hết các nghiên cứu này coi giao hợp âm đạo-dương vật là quan hệ tình dục, việc giao hợp qua đường hậu môn hay đường miệng được coi là quan hệ tình dục vẫn còn nhiều tranh cãi, với xếp hạng quan hệ tình dục bằng miệng là thấp nhất. Trung tâm kiểm soát và phòng ngừa dịch bệnh (CDC) tuyên bố vào năm 2009 rằng "mặc dù chỉ có dữ liệu quốc gia hạn chế về tần suất thanh thiếu niên quan hệ tình dục bằng miệng, một số dữ liệu cho thấy nhiều thanh thiếu niên quan hệ tình dục bằng miệng không coi đó là 'tình dục'; do đó, các thanh thiếu niên có thể quan hệ tình dục bằng miệng như một lựa chọn để trải nghiệm tình dục trong khi tự nhủ là mình vẫn còn chưa làm tình". Liên quan đến tính đặc thù của các câu hỏi liên quan đến hoạt động tình dục ảnh hưởng đến ý nghĩa của quan hệ tình dục hoặc các hành vi tình dục khác, một số coi việc "quan hệ tình dục" là việc người đàn ông đạt cực khoái hay không và kết luận rằng việc không đạt cực khoái dẫn đến hành vi là không cấu thành quan hệ tình dục. Sử dụng bao cao su cũng là một yếu tố, với một số nam giới nói rằng hoạt động tình dục với bao cao su bảo vệ không phải là "tình dục thực sự" hay "chơi thật". Quan điểm này có thể phổ biến hơn ở các thế hệ đàn ông lớn tuổi (từ 65 tuổi trở lên), và là quan điểm phổ biến ở nam giới ở Châu Phi, trong đó hoạt động tình dục với bao cao su bảo vệ thường được coi là giống bị thiến bởi vì bao cao su ngăn chặn dương vật trực tiếp tiếp xúc với bộ phận sinh dục nữ giới.

### Kích thích

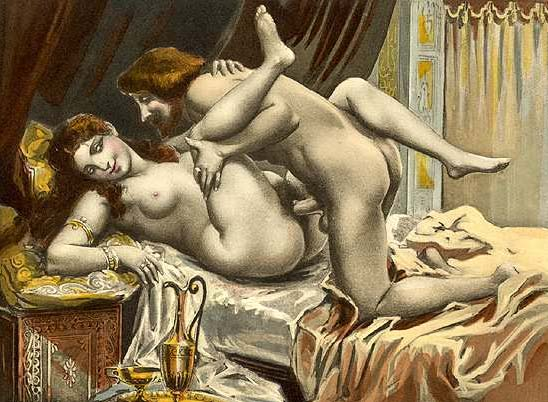
Quan hệ tình dục theo tư thế truyền giáo, tranh của Édouard-Henri Avril (1892).

Quan hệ tình dục hoặc hoạt động tình dục khác có thể bao gồm các yếu tố kích thích tình dục khác nhau, bao gồm các tư thế quan hệ tình dục khác nhau (như tư thế truyền giáo, tư thế quan hệ tình dục phổ biến nhất của con người) hoặc sử dụng đồ chơi tình dục. Màn dạo đầu có thể đi trước một số hoạt động tình dục, thường dẫn đến hưng phấn tình dục của đối tác và dẫn đến sự cương cứng của dương vật hoặc sự bôi trơn tự nhiên của âm đạo. Mọi người cũng thường xuyên thỏa mãn tình dục bằng cách hôn, đụng chạm gợi tình, hoặc ôm nhau trong khi quan hệ tình dục.
Ở hầu hết các động vật có vú, giải phẫu của các cơ quan sinh sản và một số mạch của hệ thần kinh được tổ chức chuyên dụng cho việc giao hợp dị tính. Sự giao hợp tương ứng với một chuỗi các phản xạ tình dục bẩm sinh: cương cứng, bôi trơn âm đạo, hành vi chịu đực, bất động, xâm nhập, co thắt cơ xương chậu và xuất tinh. Những phản xạ điều hòa này được kiểm soát bởi các hormone và được tạo điều kiện bằng các pheromone tình dục. Trong họ Người, bao gồm cả con người, một số yếu tố sinh học kiểm soát sự giao hợp đã được sửa đổi. Những thay đổi trong kiểm soát sinh học thần kinh của giao hợp là đặc biệt rõ ràng ở con cái. Con cái không phải họ linh trưởng chỉ giao hợp khi ở trạng thái động dục, nhưng phụ nữ có thể giao hợp bất cứ lúc nào trong chu kỳ kinh nguyệt. Pheromone giới tính tạo điều kiện cho các phản xạ tình dục,, nhưng ở người, việc phát hiện pheromone bị suy yếu và chúng chỉ có tác dụng nhỏ còn lại. Con cái không phải linh trưởng đặt mình vào vị trí chịu đực và giữ mình bất động, nhưng những phản xạ vận động trong tình dục này không còn hoạt động ở phụ nữ. Không giống như giao hợp với động vật có vú, trong đó giao hợp là một phản xạ được hormone kiểm soát và bị pheromone điều chỉnh, quan hệ tình dục ở người chủ yếu là một hoạt động tự nguyện và học hỏi, mà được thực hiện để có được phần thưởng tình dục (ví dụ, khoái cảm hoặc sinh sản).

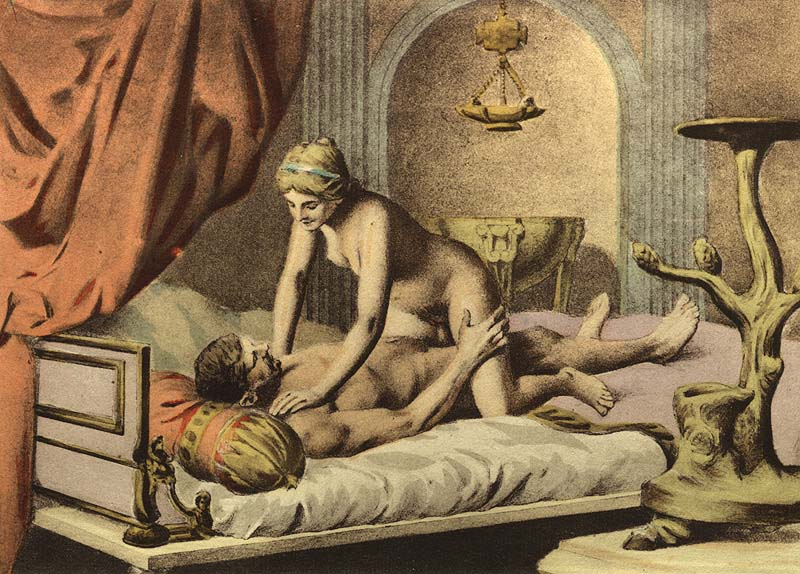
Tranh của Édouard-Henri Avril vẽ một người phụ nữ ở vị trí nằm trên, một vị trí có nhiều khả năng kích thích âm vật

Trong quá trình giao hợp, các bạn tình uốn cong hông của họ để cho phép dương vật di chuyển qua lại trong âm đạo để gây ra ma sát, nhưng không rút hoàn toàn dương vật ra ngoài. Bằng cách này, họ kích thích bản thân và lẫn nhau, thường tiếp tục cho đến khi đạt được cực khoái ở một hoặc cả hai đối tác.
Đối với con cái, việc kích thích âm vật đóng một vai trò quan trọng trong hoạt động tình dục; 70% - 80% phụ nữ yêu cầu kích thích âm vật trực tiếp để đạt cực khoái, mặc dù kích thích âm vật gián tiếp (ví dụ, thông qua giao hợp âm đạo) cũng có thể là đủ (xem cực khoái ở nữ). Bởi vì điều này, một số cặp vợ chồng có thể tham gia vào người phụ nữ ở vị trí cao nhất hoặc kỹ thuật căn chỉnh tư thế tình dục, một kỹ thuật kết hợp biến thể "cưỡi cao" của vị trí truyền giáo với các động tác chống áp lực được thực hiện bởi mỗi đối tác theo nhịp với thâm nhập tình dục, để tối đa hóa việc kích thích âm vật.

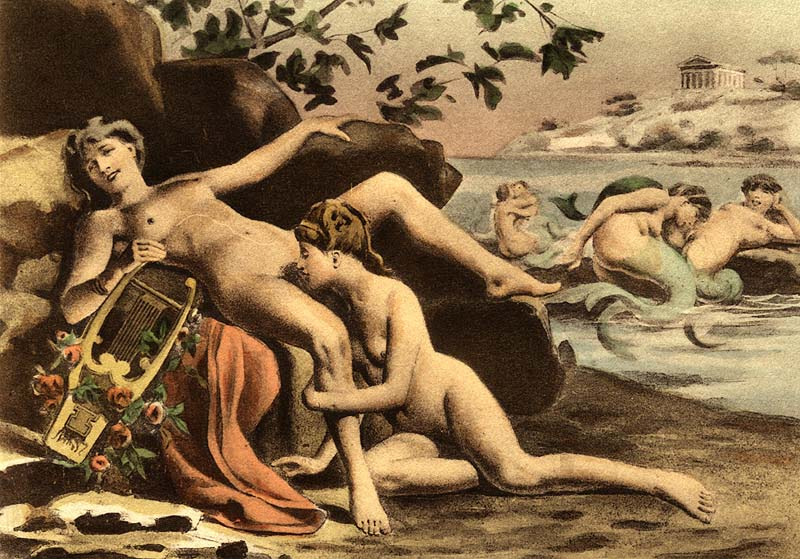
Tranh của Édouard-Henri Avril về liếm âm hộ với nhân vật Sappho

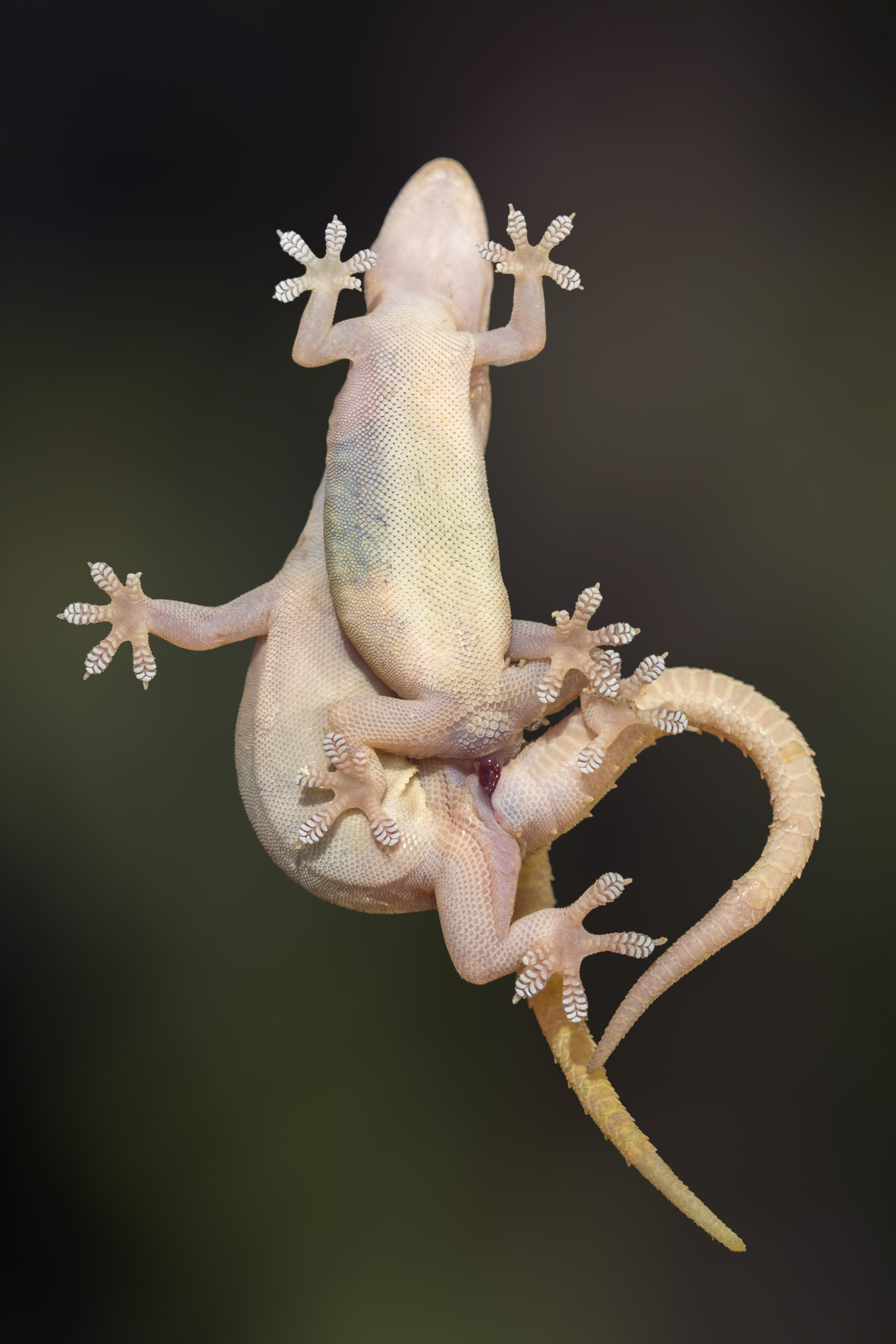
2 con thạch sùng đang giao phối

Quan hệ tình dục qua đường hậu môn liên quan đến việc kích thích hậu môn, khoang hậu môn, van cơ thắt hoặc trực tràng; Nó phổ biến nhất có nghĩa là đưa dương vật của người đàn ông vào trực tràng của người khác, nhưng cũng có thể có nghĩa là sử dụng đồ chơi tình dục hoặc ngón tay để thâm nhập vào hậu môn, hoặc quan hệ tình dục bằng miệng trên hậu môn (liếm hậu môn) hoặc pegging.
Quan hệ tình dục bằng miệng bao gồm tất cả các hoạt động tình dục liên quan đến việc sử dụng miệng và cổ họng để kích thích bộ phận sinh dục hoặc hậu môn. Đôi khi nó được thực hiện để loại trừ tất cả các hình thức hoạt động tình dục khác, và có thể bao gồm cả việc nuốt hoặc hấp thụ tinh dịch (khi liếm dương vật) hoặc dịch âm đạo (khi liếm âm hộ).
Dùng ngón tay liên quan đến thao tác bằng tay kích thích âm vật, phần còn lại của âm hộ, âm đạo hoặc hậu môn cho mục đích khêu gợi hứng tình và kích thích tình dục; nó có thể chiếm toàn thời gian cuộc gặp gỡ tình dục hoặc nó có thể là một phần của việc thủ dâm lẫn cho nhau, màn dạo đầu hoặc các hoạt động tình dục khác.

### Sinh sản

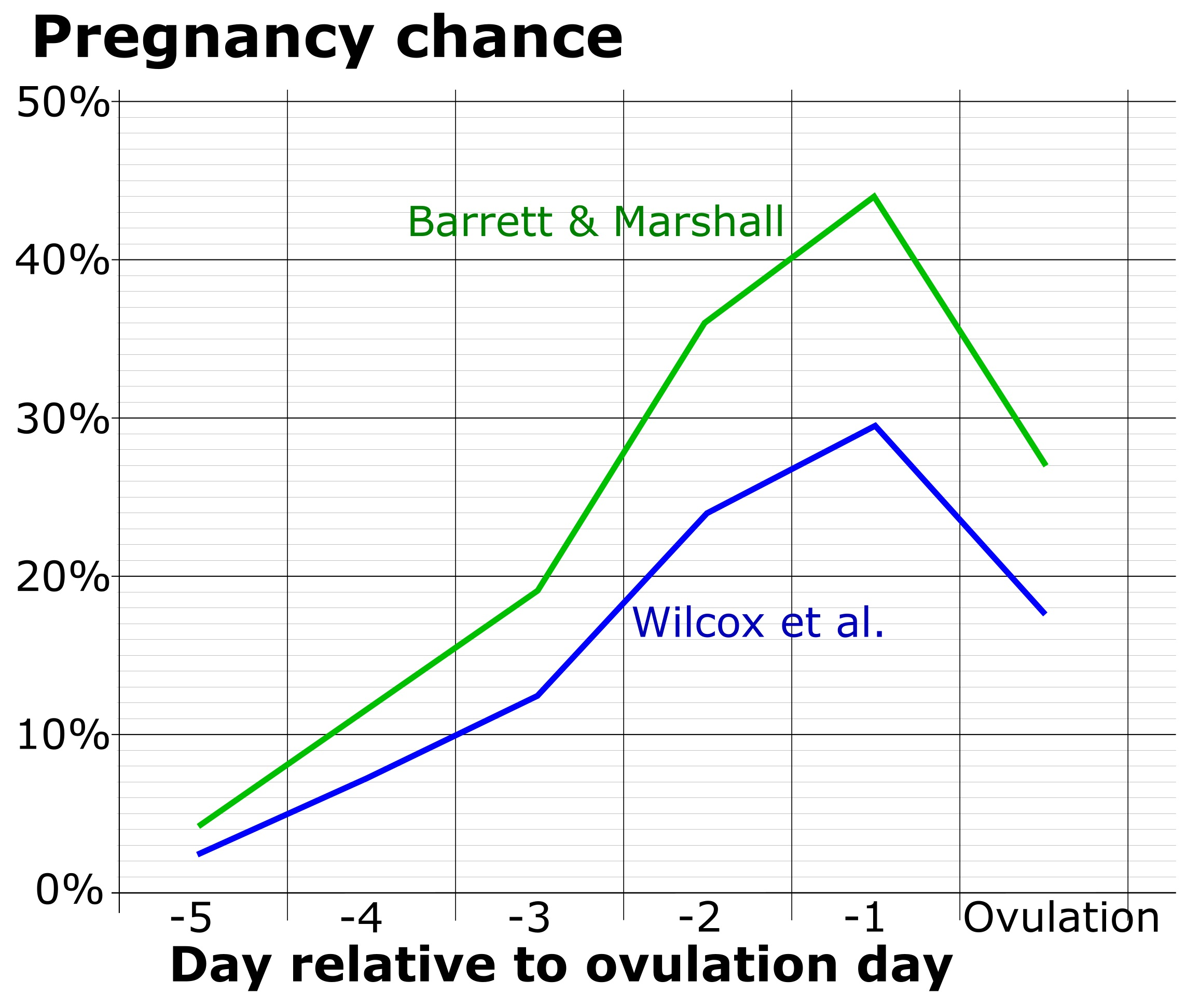
Cơ hội thụ tinh theo ngày chu kỳ kinh nguyệt liên quan đến rụng trứng.

Sinh sản tự nhiên của con người liên quan đến sự xâm nhập vào âm đạo của dương vật, trong đó tinh dịch, chứa giao tử đực được gọi là tế bào tinh trùng, bị tống ra ngoài thông qua xuất tinh từ dương vật vào âm đạo. Con đường tiếp theo của tinh trùng chạy từ vòm âm đạo là qua cổ tử cung và vào tử cung, sau đó vào ống dẫn trứng (ống Fallop). Hàng triệu tinh trùng có mặt trong mỗi lần xuất tinh, để tăng cơ hội thụ tinh cho trứng hoặc noãn (xem sự cạnh tranh của tinh trùng). Khi một noãn có khả năng sinh sản từ con cái có mặt trong ống dẫn trứng, giao tử đực kết hợp với noãn, dẫn đến thụ tinh và hình thành phôi mới. Khi một noãn được thụ tinh đến được tử cung, nó sẽ được cấy vào niêm mạc tử cung (nội mạc tử cung) và bắt đầu quá trình mang thai.
Tỷ lệ mang thai khi quan hệ tình dục là cao nhất trong thời gian chu kỳ kinh nguyệt từ khoảng 5 ngày trước cho đến 1 đến 2 ngày sau khi rụng trứng. Để có cơ hội mang thai tối ưu, có khuyến nghị về quan hệ tình dục cứ sau 1 hoặc 2 ngày, hoặc cứ sau 2 hoặc 3 ngày. Các nghiên cứu đã cho thấy không có sự khác biệt đáng kể giữa các tư thế giới tính khác nhau và tỷ lệ mang thai, miễn là nó dẫn đến xuất tinh vào âm đạo.
Khi người hiến tinh trùng có quan hệ tình dục với người phụ nữ không phải là bạn tình của mình và với mục đích duy nhất là thụ thai cho người phụ nữ, điều này có thể được gọi là thụ tinh tự nhiên, trái ngược với thụ tinh nhân tạo. Thụ tinh nhân tạo là một hình thức công nghệ hỗ trợ sinh sản, là phương pháp được sử dụng để mang thai bằng phương pháp nhân tạo hoặc một phần nhân tạo. Đối với thụ tinh nhân tạo, người hiến tinh trùng có thể hiến tinh trùng của họ thông qua ngân hàng tinh trùng, và việc thụ tinh được thực hiện với mục đích rõ ràng là cố gắng thụ thai nữ; đến mức này, mục đích của nó là tương đương với quan hệ tình dục về mặt y tế. Phương pháp sinh sản cũng mở rộng cho các cặp đồng tính nam và đồng tính nữ. Đối với các cặp đồng tính nam, có lựa chọn mang thai thay thế; Đối với các cặp đồng tính nữ, có sự thụ tinh của người hiến tặng ngoài việc chọn mang thai thay thế.

### Quan hệ tình dục an toàn và kiểm soát sinh sản
Có nhiều phương pháp tình dục an toàn được thực hiện bởi các cặp vợ chồng dị tính và đồng giới, bao gồm các hành vi tình dục không xâm nhập, và các cặp vợ chồng dị tính có thể sử dụng quan hệ tình dục bằng miệng hoặc hậu môn (hoặc cả hai) như một cách kế hoạch hóa gia đình. Tuy nhiên, mang thai vẫn có thể xảy ra với quan hệ tình dục qua đường hậu môn hoặc các hình thức hoạt động tình dục khác nếu dương vật ở gần âm đạo (chẳng hạn như quan hệ tình dục giữa các bộ phận sinh dục hoặc cọ xát bộ phận sinh dục khác) và tinh trùng được xuất ra gần lối vào của âm đạo và đi dọc theo chất dịch âm đạo; nguy cơ mang thai cũng có thể xảy ra nếu không có dương vật ở gần âm đạo vì tinh trùng có thể được đưa đến cửa âm đạo do âm đạo tiếp xúc với ngón tay hoặc các bộ phận cơ thể không phải bộ phận sinh dục nhưng có tiếp xúc với tinh dịch.
Quan hệ tình dục an toàn là một triết lý giảm tác hại liên quan, và bao cao su được sử dụng như một hình thức quan hệ tình dục an toàn và tránh thai. Bao cao su được khuyên dùng rộng rãi để phòng ngừa nhiễm trùng lây truyền qua đường tình dục (STIs). Theo báo cáo của Viện Y tế Quốc gia (NIH) và Tổ chức Y tế Thế giới (WHO), sử dụng bao cao su đúng cách và nhất quán giúp giảm nguy cơ lây truyền HIV/AIDS khoảng 85%-99% so với rủi ro khi không được bảo vệ. Bao cao su hiếm khi được sử dụng cho quan hệ tình dục bằng miệng và có ít nghiên cứu về hành vi liên quan đến việc sử dụng bao cao su cho quan hệ tình dục qua đường hậu môn và miệng. Cách hiệu quả nhất để tránh nhiễm trùng lây qua đường tình dục là kiêng quan hệ tình dục, đặc biệt là quan hệ tình dục qua đường âm đạo, hậu môn và miệng.
Các quyết định và lựa chọn liên quan đến kiểm soát sinh đẻ có thể bị ảnh hưởng bởi các lý do văn hóa, chẳng hạn như tôn giáo, vai trò giới hoặc văn hóa dân gian. Ở các quốc gia chủ yếu là Công giáo như Ireland, Ý và Philippines, nhận thức về khả năng sinh sản và phương pháp xem chu kỳ được nhấn mạnh và không tán thành các phương pháp tránh thai khác. Trên toàn thế giới, triệt sản là phương pháp ngừa thai phổ biến hơn, và sử dụng dụng cụ chèn vào tử cung là cách tránh thai mang tính có thể đảo ngược phổ biến và hiệu quả nhất. Thụ thai và tránh thai cũng là một tình huống sinh tử ở các nước đang phát triển, nơi một trong ba phụ nữ sinh con trước 20 tuổi; tuy nhiên, 90% trường hợp phá thai không an toàn ở những quốc gia này có thể được ngăn ngừa bằng cách sử dụng biện pháp tránh thai hiệu quả.
Khảo sát quốc gia về sức khỏe và hành vi tình dục (NSSHB) chỉ ra vào năm 2010 rằng "1 trong 4 hành vi giao hợp âm đạo được bảo vệ bằng bao cao su ở Mỹ (1 trong 3 trong số những người độc thân)", rằng "tỷ lệ sử dụng bao cao su ở người Mỹ da đen và Tây Ban Nha cao hơn so với những người Mỹ da trắng và những người thuộc các nhóm chủng tộc khác" và rằng "người lớn sử dụng bao cao su để giao hợp cũng đánh giá mức độ tình dục một cách tích cực về mặt kích thích, khoái cảm và cực khoái không kém khi so với khi giao hợp mà không có bao cao su".

### Tỷ lệ theo loại hình
Dương vật thâm nhập âm đạo là hình thức phổ biến nhất của quan hệ tình dục. Các nghiên cứu chỉ ra rằng hầu hết các cặp vợ chồng dị tính tham gia vào giao hợp âm đạo gần như mọi cuộc gặp gỡ tình dục. Khảo sát quốc gia về sức khỏe và hành vi tình dục (NSSHB) năm 2010 đã báo cáo rằng giao hợp âm đạo là "hành vi tình dục phổ biến nhất ở nam và nữ ở mọi lứa tuổi và dân tộc". Clint E. Bruess tuyên bố rằng đó là "hành vi được nghiên cứu thường xuyên nhất", là những gì thường có nghĩa khi mọi người đề cập đến "quan hệ tình dục" hoặc "làm tình" và "thường là trọng tâm của chương trình giáo dục giới tính cho thanh thiếu niên". Weiten nói rằng đó là "hành vi tình dục được chứng thực và thực hành rộng rãi nhất trong xã hội của chúng ta".
Liên quan đến quan hệ bằng miệng hoặc qua hậu môn, CDC tuyên bố vào năm 2009, "Các nghiên cứu chỉ ra rằng quan hệ tình dục bằng miệng thường được thực hiện bởi các cặp nam-nữ và đồng giới hoạt động tình dục ở nhiều lứa tuổi khác nhau, bao gồm cả thanh thiếu niên". Quan hệ tình dục bằng miệng là phổ biến hơn đáng kể so với quan hệ tình dục qua đường hậu môn.
Nghiên cứu NSSHB năm 2010 báo cáo rằng giao hợp âm đạo được thực hiện nhiều hơn so với giao hợp qua đường hậu môn ở nam giới, nhưng 13% đến 15% nam giới trong độ tuổi 25 đến 49 thực hành giao hợp qua đường hậu môn. Giao hợp qua đường hậu môn dễ tiếp nhận ở nam giới, với khoảng 7% nam giới từ 14 đến 94 tuổi nói rằng họ là đối tác tiếp nhận trong quá trình giao hợp qua đường hậu môn. Điều này nói rằng phụ nữ tham gia vào giao hợp hậu môn ít phổ biến hơn nam giới, nhưng thực tế không phải là hiếm ở phụ nữ; người ta ước tính rằng 10% đến 14% phụ nữ từ 18 đến 39 tuổi thực hành quan hệ tình dục qua đường hậu môn trong 90 ngày vừa qua và hầu hết phụ nữ cho biết họ thực hành giao hợp hậu môn mỗi tháng một lần hoặc vài lần một năm.

#### Độ tuổi bắt đầu giao hợp
Sự phổ biến của quan hệ tình dục đã được so sánh giữa các nền văn hóa. Năm 2003, Michael Bozon thuộc Viện nghiên cứu quốc gia Pháp đã thực hiện một nghiên cứu đa văn hóa với tiêu đề "Ở tuổi nào phụ nữ và nam giới có quan hệ tình dục đầu tiên?" Trong nhóm đầu tiên của các nền văn hóa đương đại mà ông nghiên cứu, bao gồm châu Phi cận Sahara (liệt kê Mali, Senegal và Ethiopia), dữ liệu chỉ ra rằng độ tuổi của đàn ông khi bắt đầu tình dục ở những xã hội này ở độ tuổi muộn hơn so với phụ nữ, nhưng thường là ngoài hôn nhân; nghiên cứu cho rằng tiểu lục địa Ấn Độ cũng thuộc nhóm này, mặc dù dữ liệu chỉ có sẵn từ Nepal.
Trong nhóm thứ hai, dữ liệu cho thấy các gia đình khuyến khích con gái trì hoãn việc kết hôn và kiêng quan hệ tình dục trước thời điểm đó. Tuy nhiên, con trai được khuyến khích tích lũy kinh nghiệm với phụ nữ lớn tuổi hoặc gái mại dâm trước khi kết hôn. Tuổi của nam giới khi bắt đầu quan hệ tình dục trong các xã hội này ở độ tuổi thấp hơn so với phụ nữ; nhóm này bao gồm các nền văn hóa Latinh, cả từ Nam Âu (Bồ Đào Nha, Hy Lạp và Romania được ghi nhận) và từ Châu Mỹ Latinh (Brazil, Chile và Cộng hòa Dominica). Nghiên cứu cho thấy nhiều xã hội châu Á cũng rơi vào nhóm này, mặc dù dữ liệu phù hợp chỉ có từ Thái Lan.
Trong nhóm thứ ba, độ tuổi của nam và nữ khi bắt đầu tình dục được cho thấy khá sát nhau; tuy nhiên, có hai nhóm nhỏ. Ở các quốc gia không phải là người Latinh, Công giáo (Ba Lan và Litva được đề cập), tuổi bắt đầu tình dục cao hơn, cho thấy hôn nhân sau này và định giá đối ứng của trinh tiết của nam và nữ. Mô hình tương tự của hôn nhân muộn và định giá đối ứng về trinh tiết đã được phản ánh ở Singapore và Sri Lanka. Nghiên cứu cho rằng Trung Quốc và Việt Nam cũng thuộc nhóm này, mặc dù dữ liệu không có sẵn. Ở các nước phía bắc và đông Âu, tuổi bắt đầu tình dục thấp hơn, với cả nam và nữ tham gia vào quan hệ tình dục trước khi có bất kỳ sự hình thành liên minh nào; nghiên cứu liệt kê Thụy Sĩ, Đức và Cộng hòa Séc là thành viên của nhóm này.
Liên quan đến dữ liệu tại Mỹ, các bảng kê khai của Trung tâm Thống kê Y tế Quốc gia báo cáo rằng độ tuổi quan hệ tình dục lần đầu là 17,1 tuổi đối với cả nam và nữ trong năm 2010. CDC tuyên bố rằng 45,5% trẻ em gái và 45,7% trẻ em trai từ 19 tuổi đã tham gia hoạt động tình dục vào năm 2002; vào năm 2011, báo cáo nghiên cứu của họ từ năm 2006-2010, họ đã tuyên bố rằng 43% các cô gái tuổi teen chưa kết hôn ở Mỹ và 42% các cậu bé vị thành niên chưa lập gia đình ở Mỹ đã từng quan hệ tình dục. CDC cũng báo cáo rằng các cô gái Mỹ thường mất trinh tiết cho một cậu bé lớn hơn họ từ 1 đến 3 tuổi. Từ năm 1988 đến 2002, tỷ lệ người ở Hoa Kỳ có quan hệ tình dục trong độ tuổi từ 15 đến 19 đã giảm từ 60 xuống 46% đối với nam giới chưa kết hôn và từ 51 đến 46% đối với nữ chưa kết hôn.

## Ảnh hưởng sức khỏe

### Lợi ích
Ở người, quan hệ tình dục và hoạt động tình dục nói chung đã được báo cáo là có lợi ích sức khỏe khác nhau khi tăng khả năng miễn dịch bằng cách tăng sản xuất kháng thể và giảm huyết áp sau đó, và giảm nguy cơ ung thư tuyến tiền liệt. Sự thân mật tình dục và cực khoái làm tăng mức độ hormone oxytocin (còn được gọi là "hormone tình yêu"), có thể giúp mọi người gắn kết và tạo dựng niềm tin. Oxytocin được cho là có tác động đáng kể đến phụ nữ hơn nam giới, đó có thể là lý do tại sao phụ nữ liên kết sự hấp dẫn tình dục hoặc hoạt động tình dục với sự lãng mạn và tình yêu nhiều hơn nam giới. Một nghiên cứu dài hạn với 3.500 người trong độ tuổi từ 18 đến 102 của nhà thần kinh học lâm sàng David Weekks chỉ ra rằng, dựa trên xếp hạng vô tư của các bức ảnh của đối tượng, quan hệ tình dục thường xuyên giúp mọi người trông trẻ hơn so với tuổi.

### Rủi ro
Nhiễm trùng lây truyền qua đường tình dục (STIs) là vi khuẩn, vi-rút hoặc ký sinh trùng lây lan qua quan hệ tình dục, đặc biệt là quan hệ qua đường âm đạo, hậu môn hoặc miệng hoặc quan hệ tình dục không được bảo vệ. Quan hệ tình dục bằng miệng ít rủi ro hơn so với giao hợp âm đạo hoặc quan hệ qua hậu môn. Trong nhiều trường hợp ban đầu các bệnh này không gây ra các triệu chứng, làm tăng nguy cơ người nhiễm bệnh vô tình truyền bệnh cho bạn tình hoặc người khác.
Có 19 triệu trường hợp mắc bệnh lây truyền qua đường tình dục mới mỗi năm ở Mỹ, và, năm 2005, Tổ chức Y tế Thế giới (WHO) ước tính rằng có 450 triệu người trong độ tuổi 15-49 bị nhiễm STI (giang mai, lậu và chlamydia). Một số STI có thể gây loét sinh dục; ngay cả khi chúng không làm loét, chúng sẽ tăng nguy cơ mắc và nhiễm HIV lên gấp mười lần. Viêm gan B cũng có thể lây truyền qua quan hệ tình dục. Trên toàn cầu, có khoảng 257 triệu người mắc bệnh viêm gan B mãn tính. HIV là một trong những kẻ giết người truyền nhiễm hàng đầu thế giới; trong năm 2010, khoảng 30 triệu người được ước tính đã chết vì nó kể từ khi bắt đầu có dịch. Trong số 2,7 triệu ca nhiễm HIV mới được ước tính xảy ra trên toàn thế giới vào năm 2010, 1,9 triệu (70%) là ở Châu Phi. Tổ chức Y tế Thế giới cũng tuyên bố rằng "ước tính 1,2 triệu người châu Phi đã chết vì các bệnh liên quan đến HIV trong năm 2010, chiếm 69% trong tổng số 1,8 triệu ca tử vong trên toàn cầu do dịch bệnh". HIV được chẩn đoán bằng xét nghiệm máu, và trong khi không tìm ra cách chữa trị, nó có thể được kiểm soát bằng cách quản lý thông qua thuốc kháng vi-rút cho bệnh này và bệnh nhân có thể tận hưởng cuộc sống khỏe mạnh và hiệu quả.
Trong trường hợp nghi ngờ nhiễm trùng, can thiệp y tế sớm có lợi rất cao trong mọi trường hợp. CDC tuyên bố "nguy cơ lây truyền HIV từ bạn tình bị nhiễm bệnh qua quan hệ tình dục bằng miệng ít hơn nhiều so với nguy cơ lây truyền HIV từ quan hệ tình dục qua đường hậu môn hoặc âm đạo", nhưng "đo lường nguy cơ lây truyền HIV chính xác do quan hệ tình dục bằng miệng là rất khó khăn" và đó là "bởi vì hầu hết những người hoạt động tình dục thực hành quan hệ tình dục bằng miệng ngoài các hình thức quan hệ tình dục khác, chẳng hạn như quan hệ tình dục qua đường âm đạo và/hoặc hậu môn, khi truyền bệnh xảy ra, rất khó để xác định liệu có xảy ra do quan hệ tình dục bằng miệng hoặc các hoạt động tình dục mang tính rủi ro khác". Họ nói thêm rằng "một số yếu tố có thể làm tăng nguy cơ lây truyền HIV qua quan hệ tình dục bằng miệng"; điều này bao gồm loét, chảy máu nướu lợi, lở loét bộ phận sinh dục và sự hiện diện của các bệnh STI khác.
Năm 2005, Tổ chức Y tế Thế giới ước tính có 123 triệu phụ nữ mang thai trên toàn thế giới mỗi năm và khoảng 87 triệu người mang thai hoặc 70,7% là vô ý. Khoảng 46 triệu ca mang thai mỗi năm được báo cáo là đã phá thai. Khoảng 6 triệu phụ nữ Mỹ mang thai mỗi năm. Trong số các trường hợp mang thai đã biết, hai phần ba kết quả là sinh con bình thường và khoảng 25% phá thai; phần còn lại là sẩy thai. Tuy nhiên, nhiều phụ nữ khác mang thai và sảy thai mà thậm chí không nhận ra điều đó, thay vào đó nhầm tưởng sảy thai là kinh nguyệt nhiều bất thường. Tỷ lệ mang thai ở tuổi vị thành niên ở Mỹ đã giảm 27% trong khoảng thời gian từ 1990 đến 2000, từ 116,3 lần mang thai trên 1.000 bé gái ở độ tuổi 15-19 xuống còn 84,5. Dữ liệu này bao gồm sinh đẻ, phá thai và mất thai. Gần 1 triệu em gái tuổi teen Mỹ, 10% trong số tất cả phụ nữ ở độ tuổi 15-19 và 19% những người báo cáo đã có quan hệ tình dục, sau đó đã có thai, tính trung bình mỗi năm.
Hoạt động tình dục có thể làm tăng biểu hiện của một yếu tố phiên mã gen được gọi là ΔFosB (delta FosB) trong trung tâm khen thưởng của não; tham gia do đó quá thường xuyên trong hoạt động tình dục thường xuyên trên cơ sở (hàng ngày) có thể dẫn đến những biểu hiện quá mức của ΔFosB, tạo ra chứng nghiện hoạt động tình dục. Nghiện tình dục hoặc chứng cuồng dâm thường được xem là một rối loạn kiểm soát xung động hoặc nghiện hành vi. Nó đã được liên kết với mức độ không điển hình của dopamine, một chất dẫn truyền thần kinh. Hành vi này được đặc trưng bởi một sự cố định về quan hệ tình dục và sự khinh miệt. Nó đã được đề xuất rằng 'hành vi gây nghiện' này được phân loại trong DSM-5 là một rối loạn hành vi cưỡng chế bốc đồng. Nghiện giao hợp được cho là có liên quan đến di truyền. Những người nghiện giao hợp có phản ứng cao hơn với tín hiệu tình dục trực quan trong não. Những người tìm kiếm điều trị thường sẽ gặp bác sĩ để quản lý và điều trị dược lý. Một dạng của tình trạng tăng sinh là hội chứng Kleine-Levin. Nó được biểu hiện bằng chứng quá mẫn và tăng nhu cầu tình dục và bệnh này vẫn còn tương đối hiếm.
Hoạt động tình dục có thể trực tiếp gây ra cái chết, đặc biệt là do các biến chứng tuần hoàn mạch vành, đôi khi được gọi là tử vong do tình dục, tử vong đột ngột do co thắt hoặc co thắt mạch vành. Tuy nhiên, tử vong do quan hệ tình dục là rất hiếm. Mọi người, đặc biệt là những người ít hoặc không tập thể dục, có nguy cơ tăng nhẹ cơn đau tim hoặc đột tử do tim khi giao hợp hoặc bất kỳ bài tập thể dục mạnh mẽ nào được thực hiện không thường xuyên. Tập thể dục thường xuyên làm giảm nguy cơ, nhưng cũng có thể giúp nguy cơ tăng lên.

### Thời gian giao hợp và biến chứng bộ phận sinh dục
Quan hệ tình dục, khi có sự tham gia của nam giới, thường kết thúc khi nam giới xuất tinh, và do đó, đối tác có thể không có thời gian để đạt cực khoái. Ngoài ra, xuất tinh sớm (PE) là phổ biến, và phụ nữ thường yêu cầu thời gian kích thích lâu hơn đáng kể với bạn tình so với nam giới trước khi đạt cực khoái. Các học giả, chẳng hạn như Weiten và cộng sự, nói rằng "nhiều cặp vợ chồng bị trói trong ý tưởng rằng chỉ cần đạt được cực khoái thông qua giao hợp [quan hệ tình dục qua âm đạo]", rằng "màn dạo đầu cho thấy rằng bất kỳ hình thức kích thích tình dục nào khác chỉ là chuẩn bị cho sự kiện chính" và rằng "bởi vì phụ nữ đạt cực khoái thông qua giao hợp ít nhất so với nam giới", họ thường giả vờ đạt cực khoái để thỏa mãn bạn tình hơn là đàn ông.

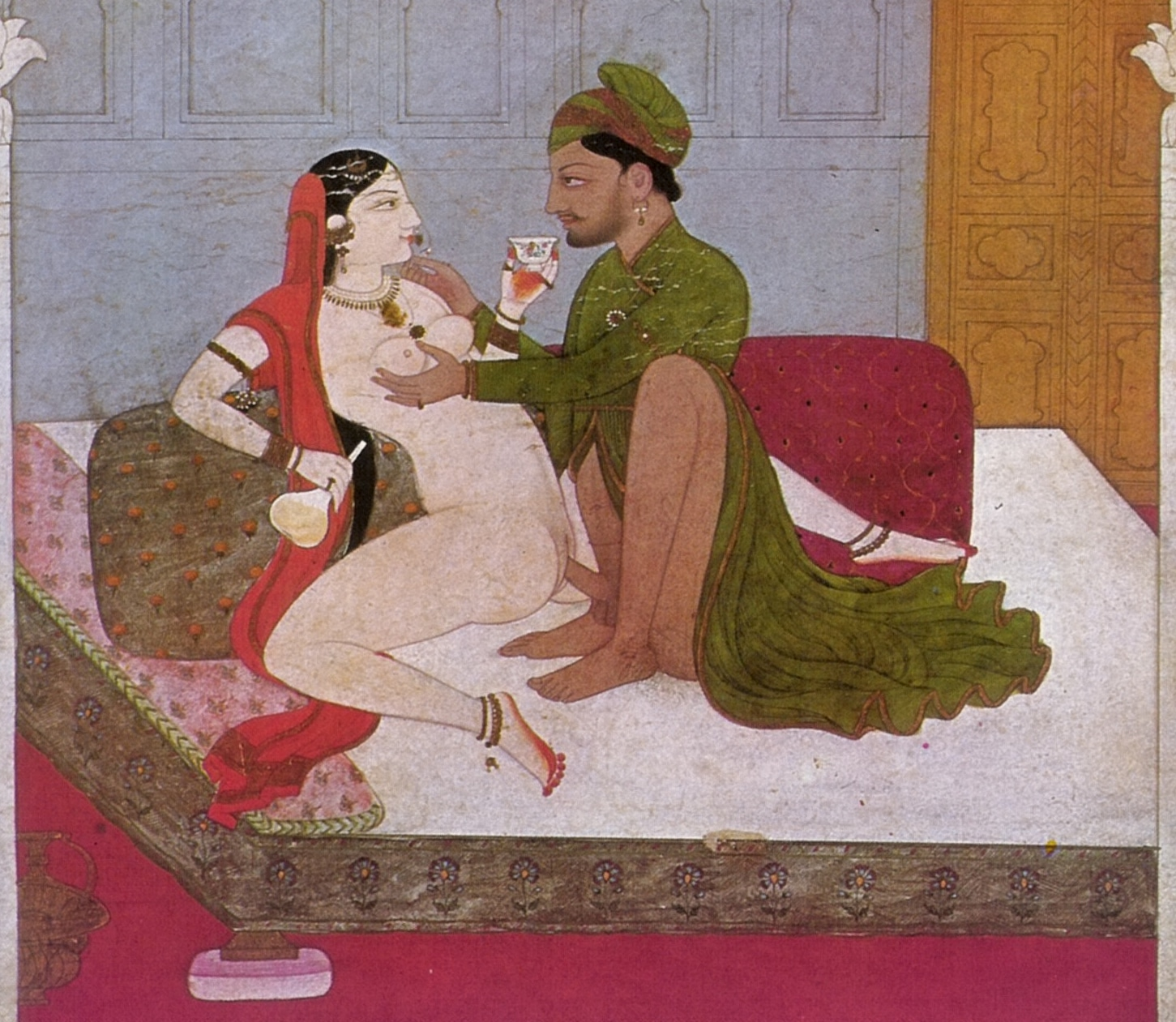
Tranh của một cặp vợ chồng Ấn Độ (một hoàng tử và một quý bà) kéo dài thời gian quan hệ tình dục

Năm 1991, các học giả từ Viện Kinsey tuyên bố: "Sự thật là thời gian giữa thâm nhập và xuất tinh không chỉ thay đổi từ người này sang người khác, mà từ lần này sang lần khác cho cùng một người đàn ông". Họ nói thêm rằng độ dài thích hợp cho quan hệ tình dục là khoảng thời gian để cả hai đối tác thỏa mãn lẫn nhau, nhấn mạnh rằng Kinsey "thấy 75% nam giới xuất tinh trong vòng hai phút sau khi xâm nhập. Nhưng anh ta không hỏi liệu những người đàn ông hoặc đối tác của họ có cân nhắc hai phút có thỏa mãn lẫn nhau không" và "các nghiên cứu gần đây báo cáo thời gian giao hợp lâu hơn một chút". Một cuộc khảo sát năm 2008 của các nhà trị liệu tình dục Canada và Mỹ cho biết thời gian trung bình cho quan hệ tình dục khác giới là 7 phút; và 1 đến 2 phút là quá ngắn, 3 đến 7 phút là đủ và 7 đến 13 phút là thời gian mong muốn, trong khi 10 đến 30 phút là quá dài.
Anorgasmia là khó khăn thường xuyên để đạt cực khoái sau khi kích thích tình dục đầy đủ, gây đau khổ cho cá nhân. Điều này phổ biến hơn đáng kể ở phụ nữ so với nam giới, được cho là do thiếu giáo dục giới tính đối với cơ thể phụ nữ, đặc biệt là trong các nền văn hóa tiêu cực về tình dục, như kích thích âm vật thường là chìa khóa cho phụ nữ cực khoái. Cấu trúc vật lý của quan hệ tình dục ủng hộ kích thích dương vật hơn kích thích âm vật; vị trí của âm vật sau đó thường cần kích thích bằng tay hoặc bằng miệng để người phụ nữ đạt được cực khoái. Khoảng 25% phụ nữ cho biết họ gặp khó khăn khi đạt cực khoái, 10% phụ nữ chưa bao giờ đạt cực khoái, và 40% hoặc 40-50% phụ nữ đã phàn nàn về sự không thỏa mãn tình dục hoặc rất khó được kích thích tình dục trong cuộc đời của họ.
Co thắt âm đạo là sự căng thẳng không tự nguyện của cơ xương chậu, làm cho giao hợp, hoặc bất kỳ hình thức xâm nhập âm đạo nào, làm phụ nữ đau đớn và đôi khi không thể giao hợp được. Nó là một phản xạ có điều kiện của cơ pubococcygeus, và đôi khi được gọi là cơ PC. Co thắt âm đạo có thể khó khắc phục vì nếu phụ nữ mong muốn trải qua cơn đau khi quan hệ tình dục, điều này có thể gây co thắt cơ, dẫn đến giao hợp bị đau. Điều trị viêm âm đạo thường bao gồm cả kỹ thuật tâm lý và hành vi, bao gồm cả việc sử dụng thuốc giãn âm đạo. Ngoài ra, việc sử dụng Botox như một phương pháp điều trị y tế cho bệnh co thắt âm đạo đã được thử nghiệm và áp dụng. Quan hệ tình dục đau đớn hoặc không thoải mái cũng có thể được phân loại là chứng khó quan hệ tình dục (dyspareunia).
Khoảng 40% nam giới được báo cáo mắc một số dạng rối loạn cương dương (ED) hoặc bất lực, tối thiểu với tần suất đôi khi. Xuất tinh sớm đã được báo cáo là phổ biến hơn so với rối loạn chức năng cương dương, mặc dù một số ước tính cho thấy điều ngược lại. Do các ý nghĩa khác nhau của rối loạn, ước tính cho tỷ lệ xuất tinh sớm thay đổi đáng kể nhiều hơn so với rối loạn cương dương. Ví dụ, Mayo Clinic tuyên bố: "Ước tính khác nhau, nhưng có đến 1 trong số 3 người đàn ông có thể bị ảnh hưởng bởi [xuất tinh sớm] vào một lúc nào đó". Hơn nữa, "Masters và Johnson suy đoán rằng xuất tinh sớm là rối loạn chức năng tình dục phổ biến nhất, mặc dù nhiều người đàn ông tìm kiếm liệu pháp điều trị chứng khó cương dương" và đó là vì "mặc dù ước tính khoảng 15% đến 20% nam giới gặp khó khăn trong việc kiểm soát xuất tinh nhanh, hầu hết đừng coi đó là vấn đề cần sự giúp đỡ và nhiều phụ nữ gặp khó khăn trong việc thể hiện nhu cầu tình dục của họ". Hiệp hội Tiết niệu Hoa Kỳ (AUA) ước tính rằng xuất tinh sớm có thể ảnh hưởng đến 21% nam giới ở Hoa Kỳ.
Đối với những người bị bất lực là do các điều kiện y tế, đã có các thuốc theo toa như Viagra, Cialis và Levitra. Tuy nhiên, các bác sĩ thận trọng ngăn việc sử dụng các loại thuốc này, coi chúng là không cần thiết vì chúng đi kèm với những rủi ro nghiêm trọng như tăng nguy cơ đau tim. Thuốc ức chế tái hấp thu serotonin có chọn lọc (SSRI) và thuốc chống trầm cảm dapoxetine đã được sử dụng để điều trị xuất tinh sớm. Trong các thử nghiệm lâm sàng, những người bị rối loạn cương dương dùng dapoxetine đã trải qua quan hệ tình dục lâu hơn ba đến bốn lần trước khi đạt cực khoái so với khi không dùng thuốc. Một rối loạn liên quan đến xuất tinh khác là chậm xuất tinh, có thể được gây ra như là một tác dụng phụ không mong muốn của thuốc chống trầm cảm như Fluvoxamine; tuy nhiên, tất cả các thuốc SSRI đều có tác dụng trì hoãn xuất tinh và Fluvoxamine có tác dụng trì hoãn xuất tinh ít nhất.
Quan hệ tình dục vẫn có thể thực hiện được sau khi trải qua điều trị y tế của các cơ quan và cấu trúc sinh sản. Điều này đặc biệt đúng với phụ nữ. Ngay cả sau khi các thủ tục phẫu thuật phụ khoa mở rộng (ví dụ như cắt bỏ tử cung, cắt buồng trứng, cắt ống Fallop, giãn nở và nạo, phẫu thuật rạch màng trinh, phẫu thuật tuyến Bartholin, loại bỏ áp xe, vestibulectomy, cắt môi nhỏ, khoét chóp cổ tử cung, phẫu thuật điều trị ung thư và phóng xạ và hóa trị liệu), giao hợp vẫn có thể tiếp tục. Phẫu thuật tái tạo là một lựa chọn cho những phụ nữ đã trải qua các căn bệnh lành tính và ác tính.

### Khuyết tật và các biến chứng khác
Những trở ngại mà những người khuyết tật phải đối mặt khi tham gia vào quan hệ tình dục bao gồm đau, trầm cảm, mệt mỏi, hình ảnh cơ thể tiêu cực, cứng khớp, suy giảm chức năng, lo lắng, giảm ham muốn, mất cân bằng nội tiết tố và điều trị bằng thuốc hoặc tác dụng phụ. Hoạt động tình dục thường xuyên được xác định là một khu vực bị lãng quên về chất lượng cuộc sống ở bệnh nhân viêm khớp dạng thấp. Đối với những người phải dùng opioids để kiểm soát cơn đau, quan hệ tình dục có thể trở nên khó khăn hơn. Bị đột quỵ cũng có thể ảnh hưởng phần lớn đến khả năng tham gia vào quan hệ tình dục. Mặc dù cơn đau liên quan đến khuyết tật, bao gồm do ung thư và suy giảm khả năng vận động có thể cản trở quan hệ tình dục, trong nhiều trường hợp, những cản trở đáng kể nhất đối với quan hệ tình dục đối với người khuyết tật là do tâm lý. Đặc biệt, những người bị khuyết tật có thể thấy giao hợp khá chán chường do các vấn đề liên quan đến khái niệm bản thân của họ là một sinh vật có tính tình dục, hoặc sự khó chịu của đối tác hoặc bản thân cảm thấy khó chịu. Khó khăn tạm thời có thể phát sinh với rượu và tình dục, vì ban đầu rượu có thể làm tăng sự quan tâm thông qua sự khác biệt nhưng giảm khả năng khi uống với số lượng lớn hơn; tuy nhiên, sự khác biệt có thể khác nhau tùy thuộc vào văn hóa.
Người khuyết tật tâm thần cũng phải chịu những thách thức khi tham gia quan hệ tình dục. Phụ nữ bị thiểu năng trí tuệ (ID) thường bị rơi vào các tình huống ngăn chặn quan hệ tình dục. Điều này có thể bao gồm việc thiếu một nhà cung cấp dịch vụ chăm sóc sức khỏe có kiến thức được đào tạo và có kinh nghiệm trong việc tư vấn cho những người bị thiểu năng trí tuệ về quan hệ tình dục. Những người bị thiểu năng trí tuệ có thể do dự về việc thảo luận về chủ đề tình dục, thiếu kiến thức về tình dục và cơ hội hạn chế cho giáo dục giới tính. Ngoài ra, còn có những rào cản khác như tỷ lệ lạm dụng và tấn công tình dục cao hơn. Những tội ác này thường không được báo cáo đầy đủ. Vẫn còn thiếu "đối thoại xung quanh quyền của con người đối với biểu hiện tình dục đồng thuận, điều trị rối loạn kinh nguyệt và các rào cản pháp lý và hệ thống". Phụ nữ bị thiểu năng trí tuệ có thể ít chăm sóc sức khỏe tình dục và giáo dục giới tính. Họ có thể không nhận ra lạm dụng tình dục. Quan hệ tình dục đồng thuận không phải lúc nào cũng là một lựa chọn cho một số người. Những người bị thiểu năng trí tuệ có thể có kiến thức hạn chế và khả năng tránh thai, sàng lọc các bệnh lây truyền qua đường tình dục và ung thư cổ tử cung.

## Hiệu ứng xã hội

### Người lớn
Quan hệ tình dục có thể dành cho mục đích sinh sản, quan hệ hoặc giải trí. Nó thường đóng một vai trò mạnh mẽ trong liên kết giữa con người với nhau. Ở nhiều xã hội, việc các cặp vợ chồng có quan hệ tình dục trong khi sử dụng một số phương pháp ngừa thai, chia sẻ niềm vui và tăng cường liên kết tình cảm thông qua hoạt động tình dục là điều bình thường mặc dù họ cố tình tránh mang thai.
Ở người và vượn bonobo, con cái trải qua quá trình rụng trứng tương đối bị che giấu để các đối tác nam và nữ thường không biết liệu mình có khả năng sinh sản tại bất kỳ thời điểm nào hay không. Một lý do có thể cho đặc điểm sinh học khác biệt này có thể là sự hình thành mối liên kết cảm xúc mạnh mẽ giữa các đối tác tình dục quan trọng đối với các tương tác xã hội và, trong trường hợp của con người, cần quan hệ đối tác lâu dài hơn là cần sinh sản hữu tính ngay lập tức.
Sự không thỏa mãn trong tình dục do thiếu quan hệ tình dục có liên quan đến việc tăng nguy cơ ly hôn và giải thể mối quan hệ, đặc biệt là đối với nam giới. Tuy nhiên, một số nghiên cứu chỉ ra rằng sự không hài lòng chung với hôn nhân đối với đàn ông có kết quả nếu vợ của họ tán tỉnh, hôn nhau một cách lãng mạn hoặc quan hệ tình dục với người đàn ông khác (ngoại tình), và đây là trường hợp đặc biệt đối với đàn ông với một sự thỏa mãn hôn nhân tình cảm và tổng hợp thấp hơn. Các nghiên cứu khác báo cáo rằng việc thiếu quan hệ tình dục không dẫn đến ly dị đáng kể, mặc dù nó thường là một trong những lý do đóng góp cho việc này. Theo Khảo sát Quốc gia về Sức khỏe và Hành vi Tình dục (NSSHB) năm 2010, những người đàn ông có quan hệ tình dục gần đây nhất với bạn tình đã báo cáo sự kích thích lớn hơn, khoái cảm lớn hơn, ít vấn đề hơn với chức năng cương dương, cực khoái và ít đau hơn trong giao hợp so với nam giới có cuộc gặp gỡ tình dục cuối cùng là với một đối tác không có quan hệ tình cảm.

### Tuổi vị thành niên
Người vị thành niên thường sử dụng quan hệ tình dục cho mục đích mối quan hệ và giải trí, điều này có thể ảnh hưởng tích cực hoặc tiêu cực đến cuộc sống của họ. Ví dụ, trong một số văn hóa, mang thai ở tuổi vị thành niên có thể được chào đón, nhưng cũng thường bị phê phán, và nghiên cứu cho thấy việc sớm dậy thì ở trẻ em đặt áp lực lên trẻ em và thanh thiếu niên để hành động như người lớn trước khi họ sẵn sàng về mặt tâm lý hoặc nhận thức. Một số nghiên cứu kết luận rằng tham gia quan hệ tình dục khiến người vị thành niên, đặc biệt là các cô gái, có mức độ căng thẳng và trầm cảm cao hơn, và cô gái có thể dễ dàng tham gia vào rủi ro về tình dục (như quan hệ tình dục mà không sử dụng bao cao su), nhưng có thể cần thêm nghiên cứu về các lĩnh vực này. Ở một số quốc gia, như Hoa Kỳ, chương trình giáo dục giới tính và giáo dục tình dục chỉ rõ việc không quan hệ tình dục có sẵn để giáo dục người vị thành niên về hoạt động tình dục; các chương trình này gây tranh cãi, vì có cuộc tranh luận xem liệu việc dạy trẻ em và người vị thành niên về quan hệ tình dục hoặc hoạt động tình dục khác có nên chỉ dành cho cha mẹ hoặc những người chăm sóc khác.
Một số nghiên cứu từ những năm 1970 đến 1990 cho thấy có một mối quan hệ giữa tự trọng và quan hệ tình dục ở tuổi vị thành niên, trong khi các nghiên cứu khác từ những năm 1980 và 1990 báo cáo rằng nghiên cứu thông thường cho thấy mối quan hệ nhỏ hoặc không có mối quan hệ nào giữa tự trọng và hoạt động tình dục ở tuổi vị thành niên. Đến những năm 1990, bằng chứng chủ yếu hỗ trợ quan điểm sau đó, và nghiên cứu tiếp theo đã hỗ trợ việc không có mối quan hệ hoặc mối quan hệ nhỏ giữa tự trọng và hoạt động tình dục ở tuổi vị thành niên. Nhà nghiên cứu Lisa Arai đã nêu: "Ý kiến cho rằng hoạt động tình dục và mang thai sớm liên quan đến tự trọng thấp đã trở nên thịnh hành trong nửa sau của thế kỷ 20, đặc biệt là ở Hoa Kỳ," và cô thêm rằng, "Tuy nhiên, trong một đánh giá hệ thống về mối quan hệ giữa tự trọng và hành vi, thái độ và ý định tình dục của người vị thành niên (nghiên cứu phân tích kết quả từ 38 bài báo) thì 62% kết quả về hành vi và 72% kết quả về thái độ không thể liên kết có ý nghĩa thống kê (Goodson et al, 2006)." Các nghiên cứu phát hiện có liên kết cho thấy các nam thanh niên đã từng có quan hệ tình dục tự trọng cao hơn so với các nam thanh niên chưa từng có quan hệ tình dục, và các cô gái có tự trọng thấp và hình ảnh bản thân kém thường có xu hướng thực hiện hành vi rủi ro, như quan hệ tình dục không an toàn và có nhiều đối tác tình dục.
Bác sĩ tâm thần Lynn Ponton viết rằng, "Tất cả các thanh niên đều có cuộc sống tình dục, dù họ có quan hệ tình dục với người khác, tự mình, hay dường như không có", và việc coi thị hiếu tình dục trong tuổi vị thành niên như một trải nghiệm tích cực tiềm năng, thay vì một điều gì đó nguy hiểm theo bản chất, có thể giúp người trẻ phát triển các mẫu mối quan hệ lành mạnh hơn và đưa ra các lựa chọn tích cực hơn về hoạt động tình dục. Các nhà nghiên cứu cho biết mối quan hệ lãng mạn lâu dài cho phép người vị thành niên rèn luyện các kỹ năng cần thiết cho mối quan hệ chất lượng cao sau này trong cuộc sống. Nhìn chung, mối quan hệ lãng mạn tích cực ở tuổi vị thành niên có thể mang lại lợi ích lâu dài. Mối quan hệ lãng mạn chất lượng cao được liên kết với sự cam kết cao trong thời thanh niên sớm, và có liên kết tích cực với năng lực xã hội.

## Đạo đức và luật pháp tình dục
Có nhiều luật, quy định đạo đức và những cấm kỵ liên quan tới quan hệ tình dục. (Xem đạo đức tình dục để biết thêm chi tiết).
Mọi người tin rằng tất cả các nền văn hoá ngăn cấm quan hệ tình dục đều không còn tồn tại. Shakers, một phái Ki-tô giáo có rất ít người tham gia, dù có nhiều cộng đồng bên trong các tôn giáo cấm các "thích hợp" và "không thích hợp" từng rất phổ biến trong các xã hội loài người. Chúng gồm cả những điều cấm đối với một số tư thế làm tình, đối với quan hệ tình dục giữa các bạn tình không hôn nhân (được gọi là thông dâm hoặc gian dâm), khi ít nhất một trong hai người đã có gia đình nhưng không phải với người kia (được gọi là ngoại tình), chống lại quan hệ tình dục với một người họ hàng gần, tức quan hệ tình dục cận huyết (gọi là loạn luân), và chống lại quan hệ tình dục với một phụ nữ đang ở thời kỳ kinh nguyệt.
Thông thường một cộng đồng sử dụng các quy định của nó để phân xử những tranh cãi. Ví dụ, năm 2003, Tòa án tối cao New Hampshire, trong vụ Blanchflower v. Blanchflower, đã phán xử rằng các quan hệ cùng giới không cấu thành "quan hệ tình dục", dựa trên một định nghĩa năm 1961 từ cuốn từ điển Webster's Third New International Dictionary, và vì thế không buộc tội người vợ trong vụ xử ly hôn tội "ngoại tình" dựa theo định nghĩa đó.
Đa số các nước có luật về tuổi nhận thức, xác định rõ tuổi tối thiểu để có thể quan hệ tình dục mà không trái pháp luật. Quan hệ tình dục với một người mà không được người đó đồng ý, hoặc không có được sự đồng ý từ trước theo pháp luật, được gọi là hãm hiếp và bị coi là một tội ác nghiêm trọng trong đa số nền văn hóa.

### Mối quan hệ lãng mạn

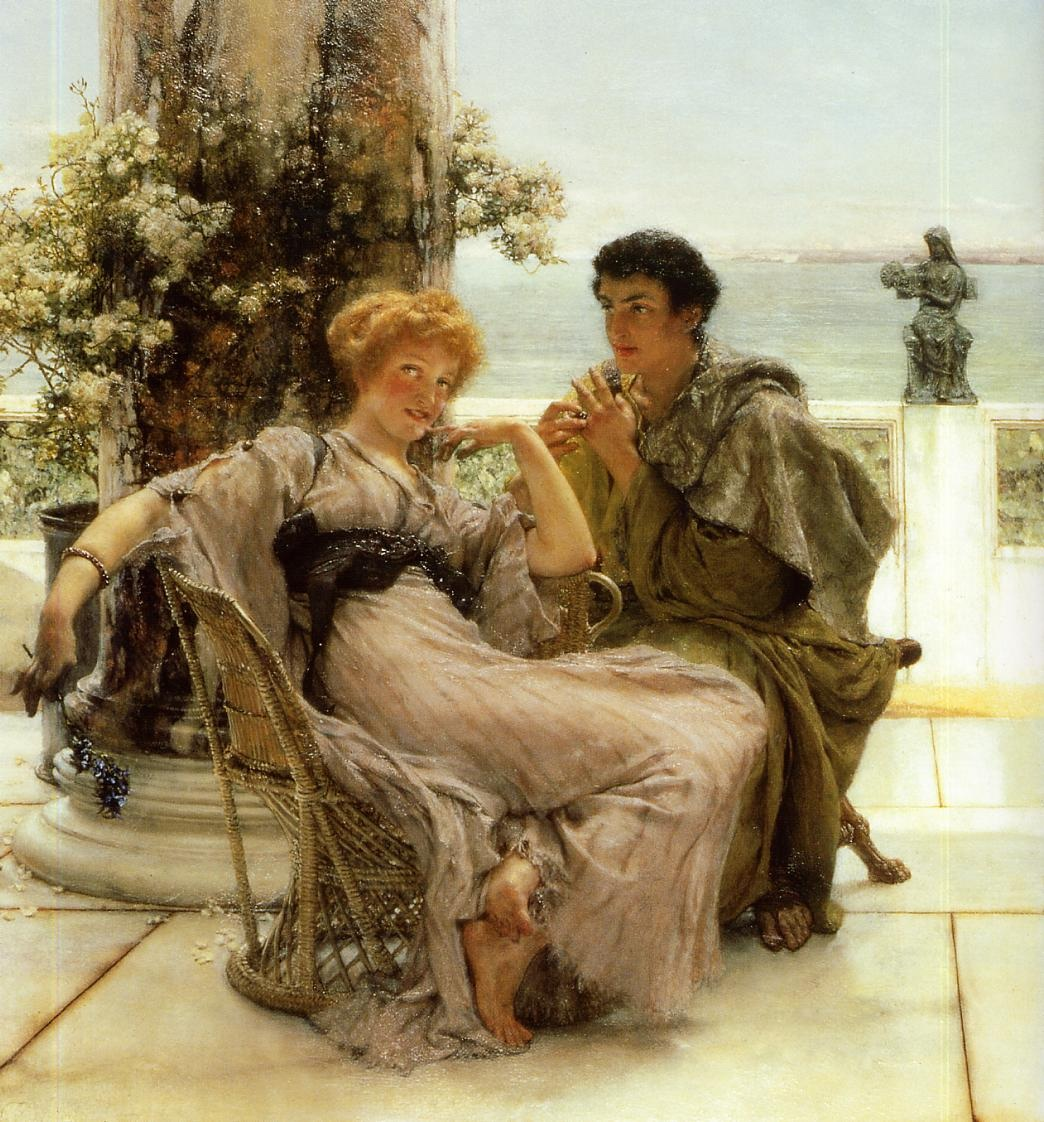
Tranh của Lawrence Alma-Tadema về việc tán tỉnh và Cầu hôn

#### Hôn nhân và mối quan hệ
Trong truyền thống, việc quan hệ tình dục được xem là một phần thiết yếu của hôn nhân, với nhiều phong tục tôn giáo yêu cầu đồng hỏa (việc hôn nhân phải được làm đến cùng) và coi hôn nhân là một liên kết thích hợp nhất cho việc sinh sản (tạo ra con). Trong những trường hợp như vậy, việc không thể thực hiện hôn nhân từ bất kỳ lý do nào được coi là lý do hủy hôn nhân (không yêu cầu quá trình ly dị). Quan hệ tình dục giữa các cặp vợ chồng đã từng được coi là một "quyền hợp pháp" trong các xã hội và tôn giáo khác nhau, cả lịch sử và hiện đại, đặc biệt là đối với quyền của chồng đối với vợ. Cho đến cuối thế kỷ 20, thông thường có một miễn trừ hôn nhân trong luật luật hiếp dâm ngăn cản chồng bị truy tố theo luật hiếp dâm nếu ép buộc vợ mình quan hệ tình dục. Tác giả Oshisanya, 'lai Oshitokunbo nói rằng "Khi tình trạng pháp lý của phụ nữ đã thay đổi, khái niệm về quyền hợp pháp của một người đàn ông hoặc người phụ nữ đã kết hôn đối với quan hệ tình dục đã trở nên ít phổ biến hơn."
Ngoại tình (thực hiện hành vi tình dục với người ngoài vợ/chồng) đã và vẫn là một hành vi phạm tội ở một số quốc gia. Quan hệ tình dục giữa các đối tác không kết hôn và sống chung của các cặp đôi không kết hôn cũng bị cấm ở một số quốc gia. Ngược lại, ở các quốc gia khác, việc kết hôn không được yêu cầu, về mặt xã hội hay pháp lý, để thực hiện quan hệ tình dục hoặc tạo ra con (ví dụ, hầu hết các trẻ em được sinh ra bên ngoài hôn nhân ở các quốc gia như Iceland, Na Uy, Thụy Điển, Đan Mạch, Bulgaria, Estonia, Slovenia, Pháp, Bỉ).
Liên quan đến luật ly hôn, việc từ chối thực hiện quan hệ tình dục với vợ/chồng có thể dẫn đến một lý do ly hôn, có thể được liệt kê dưới mục "lý do bỏ rơi". Về các quốc gia có ly hôn không lỗi, tác giả James G. Dwyer nói rằng các luật ly hôn không lỗi "đã làm cho việc vợ phụ nữ thoát ra khỏi mối quan hệ hôn nhân dễ dàng hơn và vợ/chồng đã có quyền kiểm soát nhiều hơn về cơ thể của họ trong khi kết hôn" do các thay đổi về mặt pháp lý và tư pháp liên quan đến khái niệm miễn trừ hôn nhân khi một người đàn ông hiếp dâm vợ mình.
Có nhiều quan điểm pháp lý về ý nghĩa và hợp pháp của việc quan hệ tình dục giữa các người cùng giới hoặc giới tính. Ví dụ, trong trường hợp của vụ kiện năm 2003 của Tòa án Tối cao New Hampshire Blanchflower v. Blanchflower, đã được xác định rằng mối quan hệ tình dục giữa các nữ cùng giới và thực hành tình dục cùng giới chung chung, không tạo thành quan hệ tình dục, dựa trên một mục nhập năm 1961 trong từ điển Webster's Third New International Dictionary xếp loại quan hệ tình dục như là quan hệ tình dục trực tiếp; và do đó, một bà vợ bị buộc tội ngoại tình đã được tìm thấy không có tội ngoại tình. Một số quốc gia coi hành vi tình dục giữa các người cùng giới là tội danh có thể bị phạt tù hoặc tử hình; điều này là hiện tượng, ví dụ như ở các quốc gia Hồi giáo, bao gồm cả vấn đề LGBT ở Iran.
Phản đối việc kết hôn đồng giới chủ yếu dựa trên niềm tin rằng quan hệ tình dục và hướng tình dục nên là loại hình dục hợp giới. Việc công nhận các cuộc hôn nhân như vậy là một vấn đề về dân quyền, chính trị, xã hội, đạo đức và tôn giáo ở nhiều quốc gia, và các xung đột nảy sinh xoay quanh việc liệu các cặp đôi đồng giới nên được phép kết hôn, bắt buộc phải sử dụng một trạng thái khác (như liên minh dân sự, có thể cấp quyền bằng như hôn nhân hoặc có quyền hạn hẹp so với hôn nhân), hoặc không có bất kỳ quyền nào như vậy. Vấn đề liên quan khác là liệu từ hôn nhân có nên được áp dụng.

#### Quan điểm tôn giáo
Có sự khác biệt rộng lớn về quan điểm tôn giáo liên quan đến việc quan hệ tình dục trong hoặc ngoài hôn nhân:
- Hầu hết các tôn giáo Cơ đốc giáo, bao gồm Công giáo, có quan điểm hoặc quy tắc nghiêm ngặt về những hành vi tình dục chấp nhận được và không chấp nhận.[206] Hầu hết quan điểm Cơ đốc giáo về quan hệ tình dục bị ảnh hưởng bởi nhiều cách hiểu khác nhau về Kinh thánh.[207] Quan hệ tình dục ngoài hôn nhân, ví dụ, được coi là tội lỗi trong một số nhà thờ; trong những trường hợp như vậy, quan hệ tình dục có thể được gọi là một hợp đồng thiêng liêng, thánh thiện hoặc một bí tích thánh trong hôn nhân giữa chồng và vợ.[206][207] Lịch sử, các giáo huấn Cơ đốc giáo thường khuyến khích kiêng cữ tình dục,[208] mặc dù ngày nay chỉ có một số thành viên nhất định (ví dụ, một số nhà lãnh đạo tôn giáo) của một số nhóm thề kiêng cữ, từ bỏ cả hôn nhân và bất kỳ hoạt động tình dục hoặc lãng mạn nào.[207] Kinh thánh có thể được hiểu là ủng hộ quan hệ tình dục tiếp xúc đàn ông-vào-vào-nữ-duống như là hình thức duy nhất của hoạt động tình dục được chấp nhận,[209][210] trong khi các cách hiểu khác coi Kinh thánh không rõ ràng về quan hệ tình dục bằng miệng hoặc những hành vi tình dục cụ thể khác và đó là quyết định cá nhân liệu quan hệ tình dục bằng miệng có thể chấp nhận được trong hôn nhân không.[209][211][212] Một số tôn giáo coi việc sử dụng biện pháp tránh thai để ngăn chặn sinh sản là một tội lỗi nghiêm trọng chống lại Chúa và hôn nhân, vì họ tin rằng mục đích chính của hôn nhân, hoặc một trong những mục đích chính, là sinh con, trong khi các tôn giáo khác không có những niềm tin như vậy.[213] Kinh thánh cũng cấm quan hệ tình dục trong thời kỳ kinh nguyệt.[212]
  - Trong Giáo hội Công giáo Rôma, nếu một lễ cưới (xác nhận) diễn ra, nhưng hai vợ chồng chưa thực hiện quan hệ tình dục (kết hôn), thì hôn nhân đó được coi là hôn nhân thông qua ratum sed non consummatum. Loại hôn nhân này, bất kể lý do không kết hôn, có thể bị giải tán bởi giáo hoàng.[214]
  - Trong Giáo hội Của Chúa Jesus Christ của Các Thánh Hữu Sau Ngày Cuối Cùng (LDS Church), mối quan hệ tình dục trong hôn nhân được coi là thiêng liêng. Các thành viên trong Giáo hội Sau Ngày Cuối Cùng coi quan hệ tình dục là một sự sắp đặt của Chúa để sinh con và thể hiện tình yêu giữa chồng và vợ. Các thành viên được khuyến khích không có quan hệ tình dục trước hôn nhân và không phụ lòng trong hôn nhân.[215]
  - Người theo tôn giáo Shakers tin rằng quan hệ tình dục là nguồn gốc của mọi tội lỗi và vì vậy tất cả mọi người nên tịnh tâm, kể cả các cặp vợ chồng đã kết hôn. Cộng đồng Shakers gốc đã đạt đến 6.000 thành viên vào năm 1840, nhưng đến năm 2009 chỉ còn 3 thành viên.[216]
- Trong đạo Do Thái, một người đàn ông Do Thái đã kết hôn được yêu cầu đem đến niềm vui tình dục cho vợ mình, được gọi là onah (ý nghĩa đen là "lúc của cô ấy"), điều này là một trong những điều kiện ông đảm nhận như một phần của hợp đồng hôn nhân Do Thái, ketubah, ông trao cho vợ trong lễ cưới Do Thái. Trong quan điểm Do Thái về hôn nhân, ham muốn tình dục không phải là điều ác, nhưng phải được thỏa mãn vào thời gian, địa điểm và cách thức phù hợp.[217]
- Hồi giáo coi tình dục trong hôn nhân là điều gây vui thích, một hoạt động tâm linh và một nghĩa vụ.[218][219][220] Trong hồi giáo Shia, nam giới được phép kết hôn vô số hôn nhân tạm thời, được ký kết trong khoảng vài phút đến nhiều năm và cho phép quan hệ tình dục. Phụ nữ Shia chỉ được phép kết hôn một lần duy nhất, cho dù tạm thời hay vĩnh viễn.
- Đạo Hindu có nhiều quan điểm về tình dục,[218] nhưng theo Kama Sutra, tình dục được coi là một hoạt động bình thường và cần thiết để có cuộc sống đầy đủ và hạnh phúc.[221]
- Đạo Phật, trong hình thức tổng quát nhất, cho rằng con người không nên ái tình hay khao khát niềm vui tình dục, vì nó ràng buộc họ vào chu trình sinh tử, samsara, và ngăn cản họ đạt được mục tiêu Niết Bàn. Vì các sư trụ, như những người tì-kheo và tì-kheo-ni, cần dành toàn tâm toàn ý cho mục tiêu này, họ thực hiện quy tắc huệ giáo hoàn toàn từ quan hệ tình dục, tức là tịnh tâm. Các quy tắc huệ giáo khác từ Bộ luật (Patimokkha hay Pratimoksasutra) và các kinh điển Vinaya cổ điển nhằm ngăn chặn cương tay, đụng chạm và giao tiếp mời dụ với người khác giới, và các hành vi tình dục khác. Người Phật tử hạnh phúc tuân thủ Năm điều luật lễ, trong đó điều thứ ba là tránh hành động không đoan trang. Peter Harvey cho biết rằng quy tắc này "liên quan chủ yếu đến việc tránh gây tổn hại bằng hành vi tình dục. Ngoại tình - 'đi với vợ của người khác' - là vi phạm trực tiếp nhất của quy tắc này. Sự sai trái của việc này được coi là một phần là do sự tham lam, và một phần là vì gây hại cho người khác. Nó được cho là một người đàn ông vi phạm quy tắc nếu ông quan hệ tình dục với phụ nữ đang đính ước, hoặc với các cô gái trẻ chưa được gia đình bảo vệ, Rõ ràng, cưỡng hiếp và đồi trụy là vi phạm quy tắc."[222] Các kinh điển Phật giáo không chứa các quy định hoặc khuyến nghị khác cho người laity - ví dụ, đối với đồng tính, tự sự, các hành vi tình dục và phương tiện tránh thai. Tuy nhiên, phù hợp với nguyên tắc đạo Phật không làm hại và tránh cảm thấy xấu hổ, tội lỗi và hối hận, các hình thức tình dục bị xã hội cấm kỵ cũng như các hoạt động tình dục quá đà cũng có thể được coi là bao gồm trong ba quy tắc lễ thứ ba. Những tác giả Phật giáo sau này như Nagarjuna đã đưa ra nhiều giải thích và khuyến nghị khác nhau.[223]
- Trong đạo Đạo Baháʼí, các mối quan hệ tình dục chỉ được phép xảy ra giữa một chồng và một vợ.[224]
- Unitarian Universalist, với sự tập trung vào đạo đức cá nhân mạnh mẽ, không đặt ra giới hạn về việc xảy ra quan hệ tình dục giữa những người trưởng thành đồng ý.[225]
- Theo đạo Brahma Kumaris và tôn giáo Prajapita Brahma Kumaris, sức mạnh của nương, là gốc của tất cả các điều ác và tồi tệ hơn cả giết người.[226] Sự trong trắng (tịnh dục) được khuyến khích vì hòa bình và để chuẩn bị cho cuộc sống trong thiên đàng trên đất trong 2.500 năm tới khi con người sẽ được sinh ra bằng sức mạnh của tâm hồn.[227][228][229]
- Người theo đạo Wicca, dựa trên lời tuyên bố trong Charge of the Goddess, được hướng dẫn rằng "[l]et [the Goddess'] worship be within the heart that rejoiceth; for behold, all acts of love and pleasure are [the Goddess'] rituals." Lời tuyên bố này cho phép mỗi người tự do khám phá về sự gợi cảm và niềm vui, và kết hợp với nguyên tắc cuối cùng trong Wiccan Rede - "26. Eight words the Wiccan Rede fulfill—an' it harm none, do what ye will."[230] - người theo Wicca được khuyến khích đối xử có trách nhiệm với các cuộc gặp gỡ tình dục của họ, bất kể chúng xảy ra dưới hình thức nào.
- Meher Baba cho rằng "Ở giai đoạn đầu của cuộc sống hôn nhân, vợ chồng được hút đến nhau bởi dục vọng cũng như tình yêu; nhưng với sự hợp tác có ý thức và chủ động, họ có thể dần giảm sự hiện diện của dục vọng và tăng cường yếu tố tình yêu. Qua quá trình này của chuyển hóa, dục vọng cuối cùng nhường chỗ cho tình yêu sâu đậm."[231]

Trong một số trường hợp, việc quan hệ tình dục giữa hai người được xem là vi phạm luật pháp hoặc giáo điều tôn giáo. Trong nhiều cộng đồng tôn giáo, bao gồm cả Giáo hội Công giáo và những nhà Phật tử Phật giáo Mahayana, các nhà lãnh đạo tôn giáo được kỳ vọng kiêng cử quan hệ tình dục để dành toàn bộ sự chú tâm, năng lượng và lòng trung thành cho nhiệm vụ tôn giáo của họ.

## Ở động vật
Ở động vật, giao cấu hầu như xảy ra ở thời điểm động dục (khoảng thời gian mà con cái có khả năng thụ thai cao nhất) để tăng khả năng thụ thai. Tuy nhiên, cá heo và tinh tinh được biết là quan hệ tình dục ngay cả khi con cái không động dục và thực hiện cả hành vi tình dục đồng giới. Trong hầu hết trường hợp, con người quan hệ tình dục chủ yếu là vì mục đích khoái cảm. Quan hệ tình dục ở hai loài vừa kể cũng được coi như vì mục đích khoái cảm, điều đem lại sự gắn kết giữa chúng.

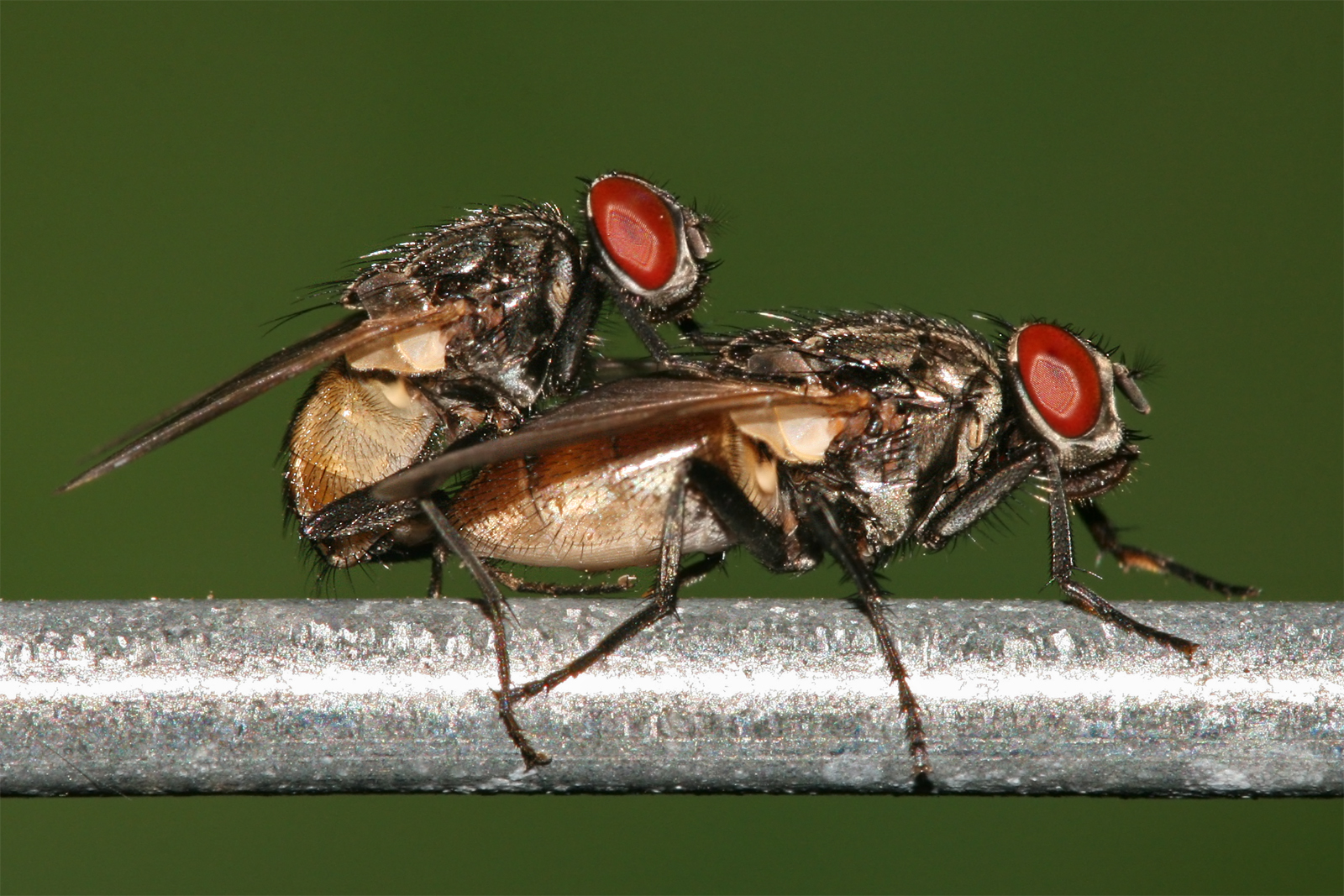
Cặp ruồi nhà giao phối

Con người, tinh tinh và đặc biệt là cá heo là các loài thực hiện hành vi tình dục không những vì mục đích truyền chủng mà còn để tìm kiếm khoái cảm. Cả ba loài đều có các thói quen tình dục khác giới thậm chí khi con cái không ở tình trạng estrus (rụng trứng), có nghĩa là thời điểm trong chu kỳ sinh đẻ của giống cái có tỷ lệ thụ thai cao nhất. Tương tự, cả ba loài đều có thói quen tình dục đồng giới.
Con người, tinh tinh và cá heo đều là các giống vật thông minh, và cách hợp tác (đực-cái) của ba loài minh chứng rằng chúng hiệu quả hơn nhiều so với bất kỳ một cá nhân đơn độc nào. Đối với con người, bonobo và cá heo, tình dục ngoài ý nghĩa truyền chủng còn có thêm các ý nghĩa chức năng xã hội. Có lẽ tình dục thúc đẩy tình thân mật giữa các cá nhân để hình thành nên các cơ cấu xã hội lớn hơn. Sự hợp tác lại dẫn tới khả năng thực hiện các nhiệm vụ tập thể lớn hơn, tăng khả năng tồn tại của mỗi cá nhân trong nhóm.